# Deepwater Horizon (film)
Deepwater Horizon är en amerikansk biografisk katastroffilm från 2016, regisserad av Peter Berg och skriven av Matthew Michael Carnahan och Matthew Sand. I filmen medverkar Mark Wahlberg, Kurt Russell, John Malkovich, Gina Rodriguez, Dylan O'Brien och Kate Hudson. Filmen handlar om Deepwater Horizon-explosionen och oljeutsläppet i Mexikanska golfen 2010.
Filmen hade världspremiär vid Toronto International Film Festival den 13 september 2016 och hade biopremiär i USA och Sverige den 30 september samma år.
Filmen nominerades till två Oscars vid Oscarsgalan 2017 för Bästa ljudredigering och Bästa specialeffekter men förlorade mot Arrival respektive Djungelboken.

## Rollista
| Mark Wahlberg      | – Mike Williams          |
| Kurt Russell       | – Jimmy Harrell          |
| John Malkovich     | – Donald Vidrine         |
| Gina Rodriguez     | – Andrea Fleytas         |
| Dylan O'Brien      | – Caleb Holloway         |
| Kate Hudson        | – Felicia Williams       |
| Ethan Suplee       | – Jason Anderson         |
| Trace Adkins       | – sörjande far på hotell |
| Brad Leland        | – Robert Kaluza          |
| Joe Chrest         | – David Sims             |
| James DuMont       | – Patrick O'Bryan        |
| David Maldonado    | – kapten Curt Kutcha     |
| Douglas M. Griffin | – Alwin Landry           |
| Juston Street      | – Anthony Gervasio       |
| Stella Allen       | – Sydney Williams        |

## Mottagande
Deepwater Horizon möttes mestadels av positiva recensioner av kritiker. På Rotten Tomatoes har filmen ett medelbetyg på 83%, baserad på 218 recensioner, och ett genomsnittsbetyg på 7 av 10. På Metacritic har filmen genomsnittsbetyget 68 av 100, baserad på 52 recensioner.